# Marcolinus Hoffmann
Marcolinus Hoffmann SVD (* 4. November 1901 in Dülmen; † 6. Februar 1944 in der Bismarcksee) war ein deutscher römisch-katholischer Ordensbruder, Steyler Missionar und Märtyrer.

## Leben
Johann Hoffmann trat bei den Steyler Missionaren ein und trug als Bruder (nicht Priester) den Ordensnamen Marcolinus (nach Marcolinus von Forlì) an. Er ging in die Papua-Neuguinea-Mission. Nach der Besetzung Neuguineas durch die japanischen Invasionstruppen 1942 wurde er zusammen mit Bischof Franziskus Wolf und zahlreichen Mitbrüdern und Missionsschwestern in einem Sammellager auf der Vulkaninsel Manam interniert, wo sie an Unterernährung litten und an Malaria erkrankten. Am 5. Februar gingen sie unter Protest auf das japanische Transportschiff Yorishime Maru, das am 6. Februar nachts von der amerikanischen Luftwaffe angegriffen wurde. Es starben 46 Menschen, darunter Marcolinus Hoffmann. Eine Gedenkstätte befindet sich in Alexishafen.

## Gedenken
Die Römisch-katholische Kirche in Deutschland hat Bruder Marcolinus Hoffmann als Märtyrer in das deutsche Martyrologium des 20. Jahrhunderts aufgenommen.